# Geoffery Poole
Geoffrey Poole (Suffolk, 1949) is een Brits componist, muziekpedagoog en dirigent.

## Levensloop
Poole leefde niet uitsluitend in Engeland, maar ook in Oost-Afrika (1985 tot 1987) en in de Verenigde Staten (1997-1998) en studeerde traditionele uitvoeringen in Zuid-Korea (2008) en Gambia (2009). Als fellow studeerde en werkte hij in Nairobi, Princeton (New Jersey) en Seoel.
Hij werkte van 1976 tot 2000 als docent aan het Universiteit van Manchester te Manchester en vervolgens als professor voor compositie aan de Universiteit van Bristol tot hij in 2009 met pensioen ging. Van 2006 tot 2008 was hij hoofd van de muziekafdeling aan deze universiteit.
Als componist schreef hij werken voor verschillende genres. Vooral ook muziek voor instrumenten, die in de Westerse muziek meestal zelden zijn zoals de Javaanse Gamelan en twee Koreaanse instrumenten, die men zelden in Europa hoort.

## Composities

### Werken voor orkest

#### Symfonieën
- 1975 Visions for Orchestra - 1e symfonie, voor orkest
- 1986 Woodscapes - 2e symfonie, voor orkest
- 2005 The Dragon Book - 3e symfonie, voor orkest

#### Andere werken voor orkest
- 1974 Fragments, voor strijkorkest
- 1979 Chamber Concerto, voor piano en kamerorkest
- 1982 Aphrodite, voor groot orkest
- 1991 Two-Way Talking, concerto voor Ghanese trommelaar en vijf ensembles
- 1993 Blackbird, voor sopraan, alt, tenor, bas, gemengd koor en orkest - tekst: uit het Tibetaanse boek van de dood
- 1995 Crossing Ohashi Bridge, voor strijkorkest
- 1997 Schubert's "Reliquie", Afsluiting en bewerking van Franz Schuberts Sonate in C, D. 840 voor strijkorkest
- 1998 Swans Reflecting Elephants, voor gamelan en orkest
- 1999 ch'i kun, voor strijkorkest
- 2000 Song of The Gambia, voor strijkorkest (bewerkt van het derde deel uit het tweede strijkkwartet)

### Werken voor harmonieorkest en brassband
- 1989 Tide's Turning, voor harmonieorkest
- 1990 Sailing with Archangels symfonisch tafereel voor harmonieorkest
  1. Ocean
  2. Haul-Away
  3. Hornpipes
  4. Monsoon
  5. Trade Winds
  6. Ocean
- 2001 Lucifer concert voor piano en 21 luide instrumenten (saxofoonkwartet, 4 hoorns, 3 trompetten, 3 trombones, 1 tuba en 4 slagwerkers)
- 2004 rev.2008 (onvoltooide) Symfonie, voor harmonieorkest

### Cantates
- 1977 The Noose (oorspronkelijk: "Cantata To Nerthus"), voor bariton, hobo, dwarsfluit, viool, gamba, klavecimbel - tekst: van de componist naar Publius Cornelius Tacitus (Latijn) en P.V. Glob

### Muziektheater

#### Balletten
| Voltooid in | titel       | aktes | première | libretto | choreografie |
| ----------- | ----------- | ----- | -------- | -------- | ------------ |
| 1980        | Forcefields |       |          |          |              |

#### Toneelmuziek
- 1982 Biggs V Stomp Does It Again, voor sopraan, bas, acteur en vijf instrumenten - een akte op een eigen tekst - première: 18 maart 1982, North West Music Theatre
- 1997 Rune Labyrinth, voor actrice, danser, hobo en harp - tekst: van de componist naar de Angelsaksische Runen gedichten

### Werken voor koor
- 1970 Wymondham Chants, vier middeleeuwse Christelijke liederen voor zes mannenstemmen
- 1972 Lamentation and Prayer, voor gemengd koor - tekst: Alfred Tennyson
- 1975 Madrigals, voor achtstemmig gemengd koor - tekst: van de componist
- 1978 Genesis, voor solisten, gemengd koor, koperblazers en slagwerk
- 1985 Because it'S spring, voor 16 gemengde stemmen - tekst: E.E.Cummings
- 1986 Imerina, voor gemengd koor - tekst: J.-J. Rabearivelo, "There, In The North" en "Poor Blue Waterlilies"
- 1992 The Magnification of the Virgin, voor negen vrouwenstemmen, 3 hobo's, 2 fagotten, 2 trompetten, 3 trombones en slagwerk - tekst: Magnificat (Latijn)
- 1998 Wymondham Choruses, achtstemmige koorbewerking (SSAATTBB) van de "Wymondham Chants"
- 2006 The Colour Of My Song, ter nagedachtenis van Luciano Berio voor 24 stemmen, harp en twee slagwerkers

### Vocale muziek
- 1975 Crow Tyrannosaurus, voor sopraan, hoorn, altviool, contrabas en slagwerk - tekst: Ted Hughes
- 1977/1980 Machaut Layers, een hulde aan Guillaume de Machault en elaboratie over zijn «Pour ce qu'on puist» voor zangstem en 10 instrumenten
- 1978 Aubade, voor sopraan, blokfluit, klavecimbel en cello
- 1978 Sonnet, voor sopraan en cello - tekst: Pierre de Ronsard
- 1978/1980 Calligrammes d'Apollinaire, voor sopraan, klarinet en piano - tekst: Guillaume Apollinaire
- 1981 Lovesong to my Bird, voor zangstem en ieder instrument
- 1983 Brecht Songs, voor bariton en piano
- 1985 Bone of Adam, recital voor mezzosopraan en piano - tekst: Lawrence Durrell
- 1990 In Beauty May I Walk, voor 2 vrouwenstemmen en strijkkwartet
- 1994 Looking at a Blackbird uit "Blackbird", voor tenor en piano - tekst: Wallace Stevens
- 1996 Canto 1 (The Days), voor sopraan, blokfluit en piano
- 2001 Canto 2 (Dante's Eagle), voor sopraan, blokfluit, cello en piano
- 2007 After Long Silence, voor sopraan, blokfluit en cello - tekst: William Butler Yeats
- 2009 On Thin Ice, voor sopraan, slagwerk en basklarinet - tekst: van de componist (Inuit taal)

### Kamermuziek
- 1971 Songs and Dances, suite voor dwarsfluit, altviool en harp
- 1971 Son of Paolo, voor dwarsfluit, klarinet, viool, cello en piano
- 1973 Algol of Perseus, voor viool, cello en piano
- 1973 Klarinet sonate, voor klarinet en piano
- 1974 Canzonas I and II, voor 2 hobo's, 2 hoorns en 2 fagotten
- 1975 Polterzeits, 18 fantasieën voor 2 klarinetten, viool en piano (of: 2 saxofoons, altviool en piano)
- 1978 Harmonice Mundi, zeven astrologische ruimtes voor strijkkwartet en piano
- 1982 Slow - Music, foor hobo, klarinet, fagot hoorn en piano
- 1983 Strijkkwartet nr. 1 (Saranghi)
- 1990 Strijkkwartet nr. 2 (The Gambia)
- 1993 rev.1998 Septembral, voor basklarinet, viool, cello en piano
- 1994 Flourish, voor blokfluit en piano
- 1997 rev.1999 Strijkkwartet nr. 3
- 1997-2003 Wiccan Charms, suite uit "Rune Labyrinth", voor hobo en klavecimbel
- 1999 Firefinch, voor hobo en piano
- 1999 Skally Skarekrow's Night Watch, voor blokfluit en piano
- 2000 Twain (or “Going for Baroque”), voor 2 barokfluiten (of dwarsfluiten, of hobo's)
- 2001 Firefinch 2, voor hobo en piano
- 2002 Look Behind You!, voor viool, cello en piano
- 2006 Carved in Stone, septet voor dwarsfluit, klarinet, viool, cello, harp, piano en slagwerk
- 2008 Hanami Sanjo, voor altviool, cello en piano - gebaseerd op een Koreaans dagboek van een kers

### Werken voor orgel
- 1972 Mosaics

### Werken voor piano
- 1981 Ten
- 1984 Nocturnes
- 1995 The Impersonal Touch, voor twee piano's
- 1997 Reliquie Completion, Stilistisch afsluiting van het derde en vierde deel van Franz Schuberts Sonate in C, D. 840
- 2002 I Ching II - The Harvest Book
- 2002 I Ching III - The Book of Light
- 2003 I Ching I - The Book of Stillness
- 2007 I Ching IV - The Book of Buried Streams
- 2008 I Ching V - The Lakeside Book
- 2008 I Ching VI - The Revolutionist’s Pocketbook
- 2008 I Ching VII - Book of the Living Wood
- 2008 I Ching VIII - The Sky Book
- 2001-2008 Chinese Whispers - I Ching Books I - VIII compendium

### Werken voor harp
- 2004 Kakemono, voor twee harpen

### Werken voor gitaar
- 1984 Wild Goose Weeping Widow

### Filmmuziek
- 1992 The Wings, animatiefilm van Cathy Price

### Werken voor en met niet-Westerse ensembles of instrumenten
- 2003 Karuguru, voor kayagum (Koreaanse citer) en fluit
- 2008 Sanjo, voor Koreaans bas haegum (traditioneel Koreaans strijkinstrument; Haegeum) en 18-snaren kayagum